# Kukeski distrikt
Kukëski distrikt (albanski: Rrethi i Kukësit) je jedan od 36 distrikata u Albaniji, dio Kukëskog okruga. Po procjeni iz 2004. ima oko 64.000 stanovnika, a pokriva područje od 956 km². 
Nalazi se na sjeveroistoku države, a sjedište mu je grad Kukës. Distrikt se sastoji od sljedećih općina:
- Arrën
- Bicaj
- Bushtricë
- Grykë-Çaje
- Kalis
- Kolsh
- Kukës
- Malzi
- Shishtavec
- Shtiqën
- Surroj
- Tërthorë
- Topojan
- Ujmisht
- Zapod